# Libbertsee
Der Libbertsee  ist ein Brackwassersee im Norden der Halbinsel Darß am Darßer Ort auf dem Gemeindegebiet Born a. Darß in Mecklenburg-Vorpommern.
Der See hat eine Ost-West-Ausdehnung von etwa 750 Metern und ist bis zu 350 Meter breit. Das Gewässer hat einen Umfang von etwa zweieinhalb Kilometern.
Der See entstand durch die fortschreitende Sandablagerung und Nehrungsbildung, als eine Wasserfläche in den 1950er Jahren von der Ostsee abgetrennt wurde. Durch diese Abtrennung ist der See von einer Frischwasserzufuhr abgetrennt und der Salzgehalt sinkt stetig. Durch die fehlende Wasserzufuhr kommt es gegenwärtig zur Verlandung des Sees (Stand 2013). Die Umgebung des Sees ist flach und sumpfig.
Das Gewässer liegt in einem Naturschutzgebiet und gehört gleichzeitig zum Nationalpark Vorpommersche Boddenlandschaft. Das Gebiet des Sees und der Umgebung ist ein wichtiges Rast- und Brutgebiet für Wasservögel und Heimstatt seltener Pflanzenarten. Es gilt daher ein striktes Wegegebot. Am Südufer des Sees befindet sich ein Wanderweg mit zwei am Seeufer gelegenen Aussichtspunkten.

## Nachweise
1. ↑  Karten und Luftbilder des Geoportals MV